# Elaphoglossum ernestii
Elaphoglossum ernestii är en träjonväxtart som beskrevs av Alexander Curt Brade. Elaphoglossum ernestii ingår i släktet Elaphoglossum och familjen Dryopteridaceae. Inga underarter finns listade.